# Roder
Roder (luxembourgeois : Rueder) est une section de la commune luxembourgeoise de Clervaux située dans le canton de Clervaux.

## Histoire
Roder était une section de la commune de Munshausen jusqu’à la fusion officielle de cette dernière avec Clervaux le 1er janvier 2012. Non loin de Roder se situe le refuge ("Fliehburg") celtique Kasselsbierg, la région était donc habitée il y a plus de 2 000 ans.